# Семигинів (заповідне урочище)
Семиги́нів — заповідне урочище місцевого значення в Україні. Розташоване в межах Стрийського району Львівської області, на південний схід від села Семигинів.
Площа 12,7 га. Оголошено згідно з рішенням Львівської облради від 9.10.1984 року № 495. Перебуває у віданні ДП «Сколівський лісгосп» (Любинцівське л-во, кв. 14, вид. 5, 7, 9, 10).
Статус присвоєно з метою збереження рідкісного для передгір'я Українських Карпат типу рослинності, де збереглися журавлина болотна, росянка круглолиста.